# Razor 1911

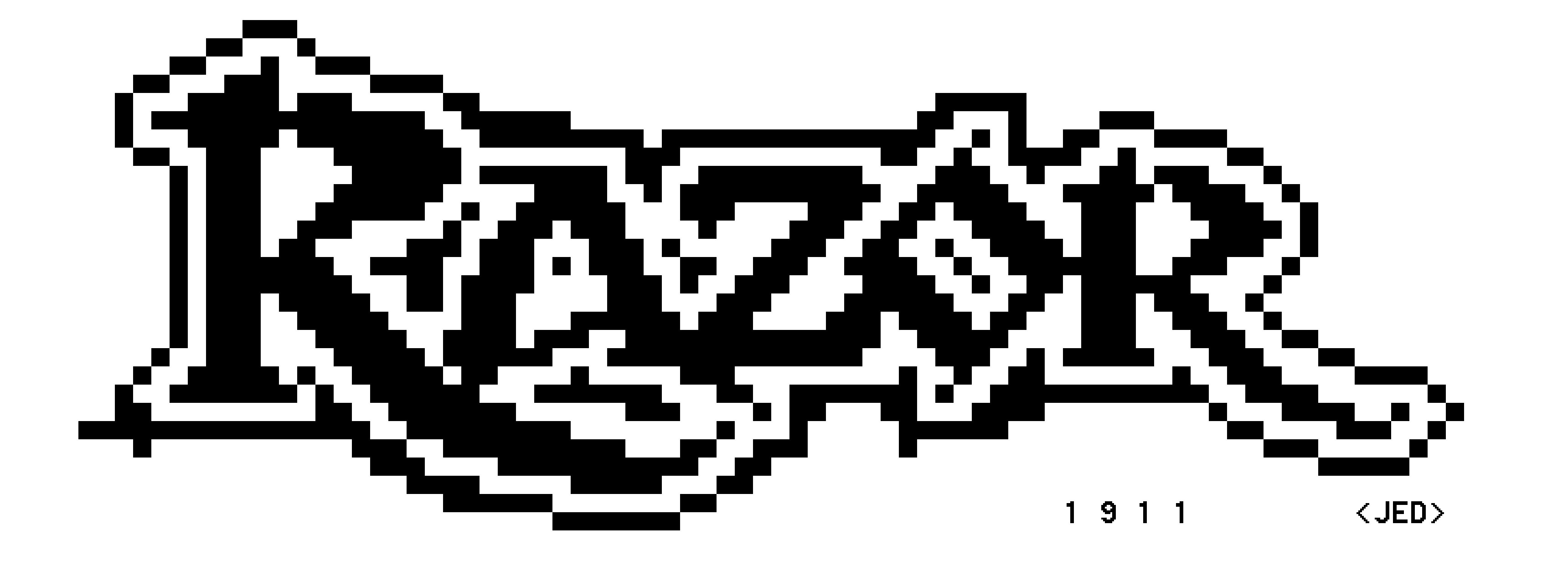
Oficiální logo Razor 1911 od počátku 90. let.

Razor 1911 je jeden z nejstarších pirátských klanů jehož kořeny sahají hluboko do 80. let 20. století. Byl založen v roce 1985. Od poloviny 90. let 20. století pak nabízel klan cracknuté počítačové hry a software přes svoje stránky. Postupně byl však vytlačován ze scény jinými klany jako byly například RISTICO, DINASTY či Prestige. Přidávaly se také problémy s policií – FBI, klan se totiž soustředil v USA. Klan Razor 1911 připravil tvůrce počítačových her o stovky miliónů dolarů.[zdroj?] V současné době je tento klan velmi známý. O přízeň svých fanoušků bojují se skupinami jako Skidrow nebo Reloaded. Razor 1911 od samého začátku své existence působí i v oblasti zvané demoscéna a vypustilo desítky dem, inter a crackter.
V roce 2012 však skupina oficiálně ukončila svou činnost v oblasti warezu a vrátila se k demoscéně.